# Ria Novosti
RIA Novosti (ryska: РИА Новости), var Rysslands största internationella nyhetsbyrå fram till 2013 och är än idag namnet på Rysslands officiella ryskspråkiga nyhetsbyrå, fast numer som en del av Rossija Segodnja.
Nyhetsbyrån sorterar under det ryska kommunikations- och mediedepartementet och har sitt högkvarter i Moskva. Man har lokalredaktioner i runt 80 länder.